# Římskokatolická farnost Ves u Frýdlantu
Římskokatolická farnost Ves u Frýdlantu (lat. Wiesa) je církevní správní jednotka sdružující římské katolíky na území osady Ves a v jejím okolí. Organizačně spadá do libereckého vikariátu, který je jedním z 10 vikariátů litoměřické diecéze. Centrem farnosti je kostel svatého Vavřince ve Vsi u Frýdlantu. Do farnosti vedle veského kostela patří ještě kostel svaté Anny v Andělce, kaple svatého Jana Nepomuckého v Černousích a kostel svatého Jošta v Pertolticích.

## Historie farnosti
Tzv. starobylá farnost byla založena ve středověku, datum založení však není známo. Kanonicky byla farnost obnovena v roce 1686. Matriky jsou v místě vedeny od roku 1773.

### Duchovní správcové vedoucí farnost
Začátek působnosti jmenovaného v duchovní správě farnosti od:
- 1683   proto-par. (1. farář) Petrus von Knoth
- 1712   Joannes Georg. Herstelt
- 1717   Joannes Christ. Seidemann
- 1726   Joannes Georg. Meier
- 1727   Elias Basler
- 1731   Franciscus Hütel
- 1741   Joannes Georg. Christoph
- 1768   Ernestus Zichler
- 1775   Philipp Paul
- 1790   Franc. Spielmann
- 1795   Franc. Hunger, † 8. 7. 1815
- 1803   Jos. Leubner, † 30. 10. 1815
- 1815   Franc. Legler, n. 6. 1. 1766 Neostadiens. o. 23. 8. 1792, † 10. 11. 1826
- 1826   Andr. Leubner, n. 2. 3. 1777 Reichenbergae, o. 11. 11. 1800, † 15. 4. 1829
- 1829   Maxmil. Hölzel, n. 9. 2. 1779 Libenaviens, o. 12. 9. 1802, † 29. 8. 1849
- 1850   Franc. Hausmann, n. 23. 8. 1810 Schönwald. o. 3. 8. 1836, † 12. 7. 1879
- 1851   Anton. Ullrich, n. 15. 10. 1786 Reichenberg, o. 17. 8. 1809, † 7. 10. 1865
- 1855   par. vacat, admin. interc. Car. Arlt
- 1856   Jos. Pohl, n. 20. 10. 1809 Friedland, o. 28. 10. 1832, † 11. 2. 1898
- 1881   Hugo Wohlmann, n. 6. 4. 1819 Lemberg, o. 29. 7. 1842, † 22. 5. 1889
- 1889   Gustav Buder, farář, n. 17. 3. 1860 Georgswalde, o. 24. 8. 1882, † 25. 5. 1934
- 1901   par. vacat admin. interc. Jos. Jäger
- 1902   Franc. Roeder, n. 6. 1. 1868 Reichenberg, o. 24. 5. 1891,† 4. 9. 1923
- 1913   Augustin Lang, n. 29. 8. 1869 Kreuznach (D), o. 1. 5. 1897, † 30. 5. 1941
- 1928   Georg. Hatscher, n. 23. 4. 1888 Döbern, o. 13. 7. 1913, † 4. 1. 1970
- 1. 9. 1934   Hermann Jiru, n. 22. 3. 1903 Deutsch Gabel, o. 1. 7. 1928, † 2. 6. 1979
- 1. 9.  1943 Jan Wodraschka, farář, n. 15. 5. 1893 Karbitz, o. 2. 6. 1918, † 29. 8. 1951
- 1. 12. 1951   Miroslav Brabec
- 1. 6.  1952    Tomáš Hlaváč
- 1. 9.  1957    Klement Ruisl
- 1. 6.  1958    Josef Kováčik
- 5. 3.  1959    František Janiš
- 1. 12. 1984   Jan Bahník
- 1. 10. 1987   Ladislav Kubíček, admin. exc. z Frýdlantu
- 1. 7.  1993   Oldřich Kolář, admin. exc. z Frýdlantu
- 1. 8.  2006    Vít Audy, admin. exc. z Frýdlantu, od 1. 2.  2016 děkan
- 1. 12. 2019   Artur Tadeusz Ściana, admin. exc. z Frýdlantu
- 1. 7. 2022 Grzegorz Marian Czyżewski, admin. exc. z Frýdlantu[4]

Kromě kněží stojících v čele farnosti, působili ve farnosti v průběhu její historie i jiní kněží. Většinou pracovali jako farní vikáři, kaplani, katecheté, výpomocní duchovní aj.

## Římskokatolické sakrální stavby na území farnosti
| | Fotografie | Stavba                          | Místo      | Bohoslužby                      | Zeměpisné souřadnice            | Status          | Číslo kulturní památky           |
| Kostely | Kostely    | Kostely                         | Kostely    | Kostely                         | Kostely                         | Kostely         | Kostely                          |
| --- | ---------- | ------------------------------- | ---------- | ------------------------------- | ------------------------------- | --------------- | -------------------------------- |
| 1. |            | Kostel sv. Vavřince             | Ves        | bližší informace o bohoslužbách | 51°0′57″ s. š., 15°1′48″ v. d.  | farní kostel    | 16335/5-4193 (Pk•MIS•Sez•Obr•WD) |
| 2. |            | Kostel sv. Anny                 | Andělka    | bližší informace o bohoslužbách | 51°0′9″ s. š., 14°59′36″ v. d.  | filiální kostel | 32873/5-4173 (Pk•MIS•Sez•Obr•WD) |
| 3. |            | Kostel sv. Jošta                | Pertoltice | bližší informace o bohoslužbách | 50°58′57″ s. š., 15°4′43″ v. d. | filiální kostel | 51053/5-5908 (Pk•MIS•Sez•Obr•WD) |
| Kaple |            |                                 |            |                                 |                                 |                 |                                  |
| 4. |            | Kaple sv. Jana Nepomuckého      | Černousy   | bližší informace o bohoslužbách | 51°0′19″ s. š., 15°3′12″ v. d.  | kaple           | 24992/5-4192 (Pk•MIS•Sez•Obr•WD) |
| 5. |            | Kaple Panny Marie Královny míru | Habartice  | —                               |                                 | obecní kaple    | —                                |
| Některé drobné sakrální stavby a pamětihodnosti lze dohledat zde v databázi Drobné sakrální památky Zaniklé sakrální stavby lze dohledat zde v databázi Poškozené a zničené kostely, kaple a synagogy v České republice |            |                                 |            |                                 |                                 |                 |                                  |

Ve farnosti se mohou nacházet i další drobné sakrální stavby, místa římskokatolického kultu a pamětihodnosti, které neobsahuje tato tabulka.

## Příslušnost k farnímu obvodu
Z důvodu efektivity duchovní správy byl vytvořen farní obvod (kolatura) farnosti – děkanství Frýdlant v Čechách, jehož součástí je i farnost Ves u Frýdlantu, která je tak spravována excurrendo. Přehled těchto kolatur je v tabulce farních obvodů libereckého vikariátu.